# 蒂鲁韦尔卡杜
蒂鲁韦尔卡杜（Tiruverkadu），是印度泰米尔纳德邦Thiruvallur县的一个城镇。总人口30734（2001年）。

## 人口
该地2001年总人口30734人，其中男性15505人，女性15229人；0—6岁人口3395人，其中男1759人，女1636人；识字率69.86%，其中男性为78.21%，女性为61.35%。